# Onychocamptus mohammed
Onychocamptus mohammed är en kräftdjursart som först beskrevs av Blanchard och Richard 1891.  Onychocamptus mohammed ingår i släktet Onychocamptus och familjen Laophontidae. Arten är reproducerande i Sverige. Inga underarter finns listade i Catalogue of Life.